# Queen Elizabeth's Men
 (février 2021).
La mise en forme du texte ne suit pas les recommandations de Wikipédia : il faut le « wikifier ».
Les points d'amélioration suivants sont les cas les plus fréquents :
- Les titres sont pré-formatés par le logiciel. Ils ne sont ni en capitales, ni en gras.
- Le texte ne doit pas être écrit en capitales (les noms de famille non plus), ni en gras, ni en italique, ni en « petit »…
- Le gras n'est utilisé que pour surligner le titre de l'article dans l'introduction, une seule fois.
- L'italique est rarement utilisé : mots en langue étrangère, titres d'œuvres, noms de bateaux, etc.
- Les citations ne sont pas en italique mais en corps de texte normal. Elles sont entourées par des guillemets français : « et ».
- Les listes à puces sont à éviter, des paragraphes rédigés étant largement préférés. Les tableaux sont à réserver à la présentation de données structurées (résultats, etc.).
- Les appels de note de bas de page (petits chiffres en exposant, introduits par l'outil «  Source ») sont à placer entre la fin de phrase et le point final[comme ça].
- Les liens internes (vers d'autres articles de Wikipédia) sont à choisir avec parcimonie. Créez des liens vers des articles approfondissant le sujet. Les termes génériques sans rapport avec le sujet sont à éviter, ainsi que les répétitions de liens vers un même terme.
- Les liens externes sont à placer uniquement dans une section « Liens externes », à la fin de l'article. Ces liens sont à choisir avec parcimonie suivant les règles définies. Si un lien sert de source à l'article, son insertion dans le texte est à faire par les notes de bas de page.
- La présentation des références doit suivre les conventions bibliographiques. Il est recommandé d'utiliser les modèles {{Ouvrage}}, {{Chapitre}}, {{Article}}, {{Lien web}} et/ou {{Bibliographie}}. Le mode d'édition visuel peut mettre en forme automatiquement les références.
- Insérer une infobox (cadre d'informations à droite) n'est pas obligatoire pour parachever la mise en page.

Pour une aide détaillée, merci de consulter Aide:Wikification.
Si vous pensez que ces points ont été résolus, vous pouvez retirer ce bandeau et améliorer la mise en forme d'un autre article.
Les Queen Elizabeth's Men (Hommes de la reine Elisabeth ou Troupe de la reine Elizabeth) est le nom d'une troupe d'acteurs du théâtre de la Renaissance anglaise. Formée en 1583 sur demande de la reine Elizabeth, c'est la principale compagnie d'acteurs des années 1580, comme l'auront été les hommes de l'amiral et les hommes de lord Chamberlain dans la décennie qui suivra.

## Débuts

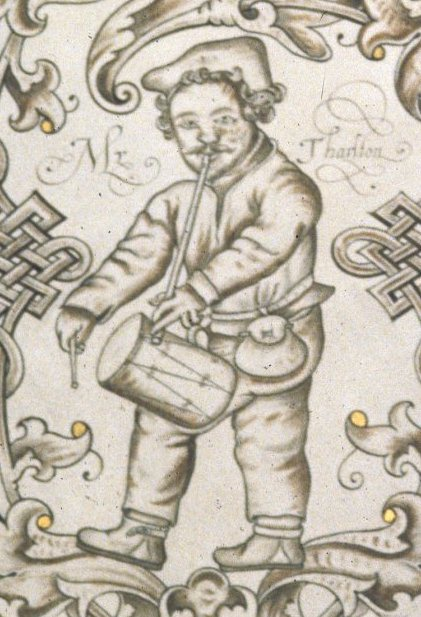
Richard Tarleton, principal acteur et vedette principale de la troupe

Dans la mesure où la reine a commandé la formation de la troupe, son inauguration est bien documentée. L'ordre fut prononcé le 10 mars 1583 à l'endroit d'Edmund Tylney (en), alors maître des délices. À noter qu'en principe c'était Sir Francis Walsingham, chef des opérations de renseignement pour la cour de la reine, qui était le fonctionnaire chargé de rassembler le personnel. À ce moment-là, Thomas Radclyffe, comte de Sussex, qui avait été le fonctionnaire de la cour responsable des hommes de Lord Chamberlain, était mourant. Les hommes de la Reine Elisabeth eurent le même rôle que les hommes de Lord Chamberlain avant et après eux : ils étaient responsables du divertissement à la cour (bien que d'autres troupes se soient également produites devant la reine).
La formation de la nouvelle troupe nécessitait apparemment l'intervention de Walsingham : elle fut composée en dépossédant les autres troupes de l'époque de leurs meilleurs interprètes. Une nouvelle prise de conscience de la part de la reine et de son conseil privé accompagna cette création : la possibilité de combiner les activités théâtrales et d'espionnage, car les acteurs voyageaient fréquemment, aux niveaux national et international, et pouvaient collecter des informations utiles au réseau d'espionnage de Walsingham. Les hommes de Leicester (en), jusqu'alors la principale troupe de l'époque, perdit trois de ses acteurs lors de cette formation (Robert Wilson, John Laneham et William Johnson). La troupe d'Oxford (en) perdit ses deux principaux acteurs : les frères John et Laurence Dutton. Les hommes du Sussex (en) perdirent quant à eux le chef John Adams et le clown vedette Richard Tarlton. Les autres membres éminents de la nouvelle troupe étaient John Singer, William Knell (en) et «l'inimitable» John Bentley. Tarlton devint rapidement la star des Hommes de la Reine : "pour son esprit spontané, agréable et merveilleux, il était la merveille de son temps." (en anglais : "for a wondrous plentiful pleasant extemporal wit, he was the wonder of his time")
Il est supposé que la reine Élisabeth avait un objectif politique derrière la création de cette troupe. Robert Dudley, 1er comte de Leicester et Edward de Vere, 17e comte d'Oxford, utilisaient leurs troupes respectives pour concourir et recueillir de l'attention et du prestige lors des festivités de Noël chaque année à la Cour. La Reine et ses conseillers auraient jugé hors de contrôle la compétition des nobles ainsi que leur ego. En formant cette nouvelle troupe, elle éliminait les meilleurs acteurs de celles des Lords. Elle mit ainsi fin à certaines ambitions des aristocrates et affirma sa position<.

## Statut
Leur création a rendu les Hommes de la Reine Elisabeth unique parmi les troupes de l'époque : "Les Hommes de la Reine Elisabeth étaient une troupe délibérément politique à l'origine, et leur répertoire semble avoir suivi le chemin probablement tracé par Sir Francis Walsingham." Dans les pièces qu'ils jouèrent, "on ne trouve aucun conflit ou trouble qui ne se soit réglé dans l'intérêt du conservatisme Tudor". Les controverses politiques qui ont marqué les troupes et les pièces de théâtre ultérieures - l'île aux chiens (en), l'île aux goélands (en) et autres - n'eurent pas leur place avec les Hommes de la Reine. Ils se heurtèrent toutefois à certaines autorités en 1589, peu de temps avant leur dissolution, pour s'être impliqués trop vigoureusement dans l'affaire de Martin Marprelate en le parodiant sur scène. 
La troupe de la reine était officiellement autorisée à jouer à deux endroits à Londres, le Bel Savage Inn sur Ludgate Hill et le Bell Inn sur la Gracechurch Street, dans la ville près de Bishopsgate. Le premier était un grand lieu en plein air, le second était peut-être clos. Avec cette répartition, les Hommes de la Reine Elisabeth sont peut-être à l'origine de l'idée de deux sites de jeu pour l'été et l'hiver que les Hommes du Roi (en) mirent en place seulement un quart de siècle plus tard avec les théâtres du Globe et Blackfriars.

## Dominance

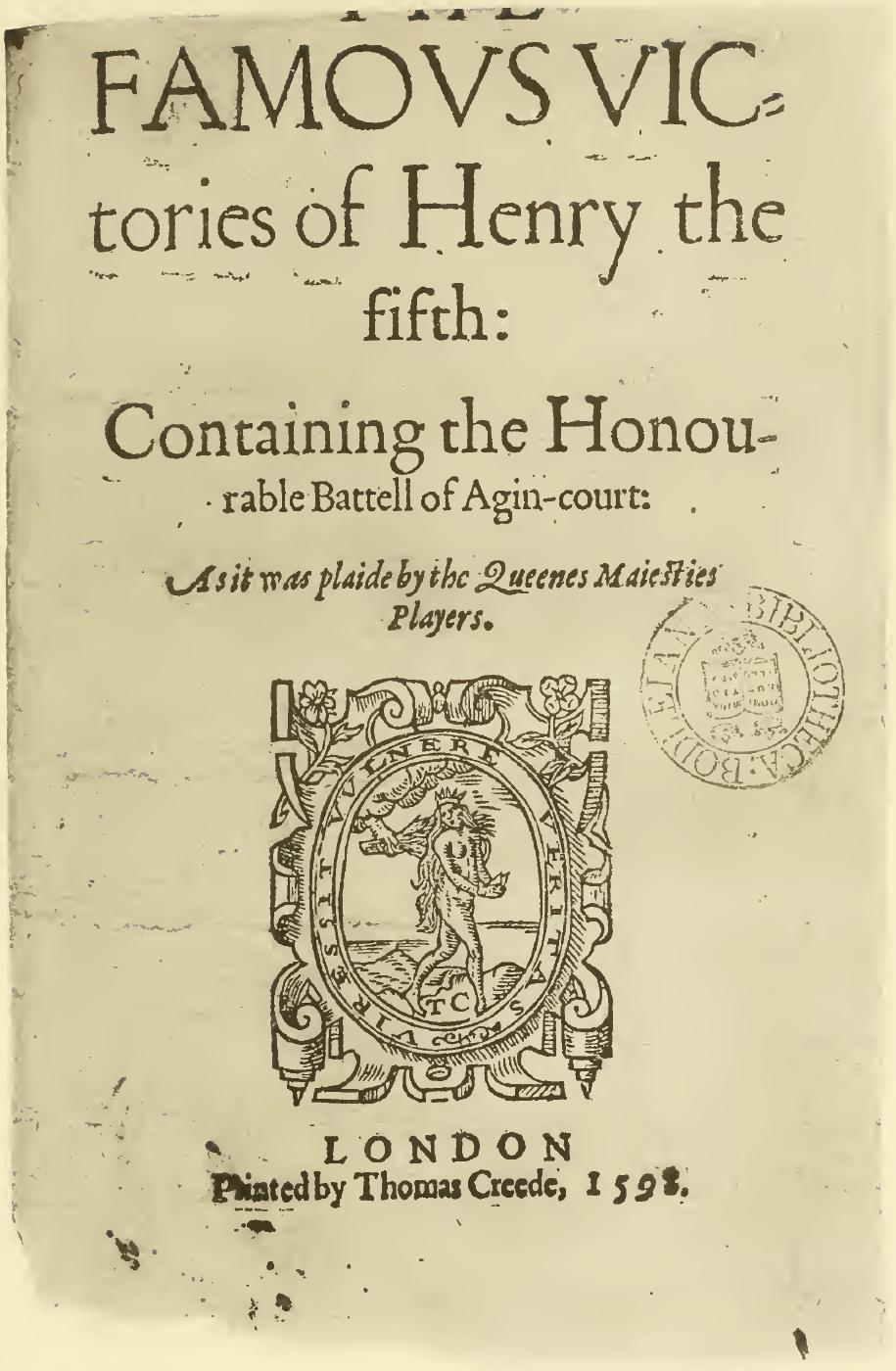
Les célèbres victoires d'Henri V (vers 1583), l'une des pièces les plus réussies jouées par les Hommes de la Reine Elisabeth

La création de la troupe profite de la polyvalence et du professionnalisme grandissants de la communauté d'acteurs de cette époque. La cour de la Reine disposait d'une troupe d'intermédiaires dans les décennies précédentes. Ces derniers étaient jugés insatisfaisants, et la Cour dépendait de troupes d'enfants acteurs (en) (notamment pour jouer des rôles de femme sur scène, la présence de ces dernières n'étant pas autorisée) pour un divertissement de meilleure qualité. Mais comme John Stow l'écrit à propos de cette période dans ses Annales (1615) :
Les comédiens et les acteurs d'autrefois étaient très pauvres et ignorants ... mais étant maintenant devenus des acteurs très habiles et exquis pour toutes les questions, ils jouaient pour l'amusement de divers grands seigneurs, parmi lesquels il y avait douze des meilleurs élus. et ... prêtèrent serment comme serviteurs de la reine et furent autorisés à recevoir des salaires et des livrées en tant que palefreniers de la Chambre." ,
La troupe se donnait en représentation à la Cour surtout en hiver. Pendant l'été, elle allait se représenter dans les villes des comtés. Ils seraient allés en Écosse en 1589. À Londres, ils n'étaient initialement autorisés à se produire qu'aux auberges Bull et Bell. Dans les années suivantes, ils purent également jouer au Theatre de James Burbage.
Le nombre de ses membres fondateurs (douze) est plus révélateur qu'il n'y paraît au premier abord : les Hommes de La Reine Élisabeth fut la première grande troupe d'acteurs du théâtre de la Renaissance anglaise, avec deux fois la taille de ses prédécesseurs. (Les hommes de Sussex avaient six membres dans les années 1570. Quand Elsinore Castle reçoit une troupe d'acteurs en tournée dans Hamlet , Acte II, scène II, leur nombre n'est que de « quatre ou cinq ». Les joueurs de Sir Thomas More sont « quatre hommes et un garçon ») La taille de la nouvelle troupe lui permit de jouer un nouveau type de jeu, construit à plus grande échelle. Par exemple, la multiplication des pièces historiques, qui était caractéristique de la fin des années 1580 et des années 1590, n'aurait pas été possible sans une grande troupe pour les jouer. Les célèbres victoires d'Henri V (en) (vers 1583), l'une des premières de ce type de pièce, comporte vingt parties parlantes dans ses 500 premières lignes. Les pièces de théâtre qui suivront, y compris celles de Shakespeare, sont pensées pour une troupe de taille similaire. Les Hommes de la Reine représentent un saut vers un nouveau niveau de complexité et de professionnalisme. Avant leur création, de telles pièces n'auraient pas pu être correctement jouées. Lorsqu'ils furent finalement remplacés à la Cour durant l'hiver 1591-1592, il fallut un rassembleur des acteurs de la Troupe de l'Amiral et des Hommes de Lord Strange (en) pour prendre leur suite.
Un exemple typique de l'évolution décrite ci-dessus peut être trouvé dans la représentation des Hommes de la Reine de la pièce La vraie tragédie de Richard III (en). Quatre acteurs devaient jouer sept rôles chacun, et les enfants acteurs, exceptionnellement, devaient également jouer plusieurs rôles, pour que les Hommes de la Reine puissent assurer l'ensemble des 68 rôles de la pièce.

## Déclin
William Knell meurt en 1587 dans un combat à l'épée lors d'une dispute avec un autre acteur de la troupe, John Towne. Richard Tarlton meurt en 1588, à une époque où les hommes de la reine Elisabeth font face à des concurrents : les Hommes de l'Amiral, qui jouent les pièces de Christopher Marlowe avec Edward Alleyn à leur tête. La troupe a également changé à cette époque : ils sont rejoints par John Symons et d'autres acrobates des Hommes du Lord Strange. Cette diversification semble leur avoir fait perdre la haute estime dont ils jouissaient auparavant. Ils ne jouent qu'une seule fois à la Cour pendant la saison de Noël de 1591, tandis qu'une combinaison des Hommes de l'Amiral et des Hommes de Lord Strange se produit six fois au cours de la même période. La perturbation de la période 1592–93, lorsque les théâtres de Londres sont fermés à cause de la peste bubonique et que les troupes d'acteurs luttent pour leur survie, frappe durement les Hommes de la Reine. Lorsque les acteurs se réorganisent en 1594, principalement dans les troupes des Hommes de Lord Chamberlain et de l'Amiral, les Hommes de la Reine Elizabeth sont dépassés. John Singer termine sa carrière sur scène avec une décennie passée avec les hommes de l'amiral. Les autres partent en province et vendent leurs pièces aux papetiers londoniens. 
Une partie de la troupe pourrait avoir continué à jouer pendant quelques années, sous d'autres noms et grâce à d'autres mécènes. Deux acteurs des Hommes de la Reine, John Garland et Francis Henslowe, font en effet plus tard partie des Hommes de Lennox, sous le patronage de Ludovic Stewart. Cette compagnie parcourut le pays de 1604 à 1608.

## Pièces
Grâce à la publication de certaines de leurs pièces au début des années 1590, le répertoire des Hommes de la Reine Elizabeth est connu à un certain degré. Les pièces suivantes ont été jouées par la société :
- The Famous Victories of Henry V
- Friar Bacon and Friar Bungay ( Robert Greene )
- James IV (Robert Greene)
- King Leir
- A Looking Glass for London (Robert Greene et Thomas Lodge )
- The Old Wives' Tale ( George Peele )
- Sir Clyomon and Sir Clamydes
- The Troublesome Reign of King John
- The True Tragedy of Richard III